# Sir (naslov)
Sir je, strogo govoreći, dodatak koji se stavlja ispred imena nositelja određenog priznanja tradicionalno dodijeljenog od strane britanskog monarha. Sam je naslov zapravo vitez (određenog reda) dok se sir koristi kao stil u obraćanju. Ekvivalent za ženski spol je dame (dama) ili lady za vitezovu suprugu.
Dodjeljivanje priznanja, počasti i naslova u Ujedinjenom Kraljevstvu ima dugu povijesnu tradiciju, koju su u manjoj mjeri započeli još anglosaksonski kraljevi. Prvi viteški red ustanovio je Edvard III. 1348. godine i to je bio Red podvezice. Od tada je niz britanskih kraljeva osnovalo druge redove od kojih su neki u međuvremenu i iščezli. Britanski sustav priznanja je izuzetno složen. Tako jedan pojedinac može biti član viteškog reda, ali istovremeno ne može koristi naslov sira. Ujedno između članova različitih redova postoji i određena hijerarhija; tako je, na primjer, vitez ili dama Reda podvezice nadređena većini drugih vitezova.
Tradicionalno, uvođenje u viteški red vrši vladajući britanski monarh, trenutno kralj Karlo III., ali i drugi članovi kraljevske obitelji imaju izvjesne mogućnosti i nadležnosti u specifičnim redovima. Od kralja, u prosjeku, naslov viteza godišnje dobije oko 2600 ljudi za izvanrednu hrabrost, dostignuća ili zalaganje u službi Ujedinjenog Kraljevstva.

## Korijeni
Sir dolazi iz srednjeg francuskog počasnog naslova sire (messire je  'moj gospodarru'), starofrancuski sieur, koji je sažeti oblik od seigneur što je značilo 'gospodar'), od latinskog pridjeva senior (stariji), koji je dao brojne naslove u mnogim europskim jezicima.
Oblik sir je prvi put zabilježen u engleskom jeziku 1297. godine, kao počasni naslov za viteza ili baroneta. Bila je varijacijom oblika sire kojeg se već koristilo u engleskom još od oko 1205. kao naslov kojeg se pisalo ispred imena i kojim se označavalo viteštvo. Istim se označavalo i suverena od oko 1225. godine, uz dodatna opća značenja kao "otac, muški roditelj" od oko 1250. godine i "važna starija osoba" iz 1362. godine.

## Razno
- Do 17. st. je sir također bio svećenićkim naslovom (srodna riječ monsignor, iz francuskog monseigneur je i danas u uporabi kod katoličkih prelata). Na islandskom, srodnu riječ séra se koristi isključivo kad se oslovljava svećenike uz svećenikovo ime: primjerice, svećenik imena i prezimena Jón Jónsson bi se oslovljavalo séra Jón, a referiralo bi se presturinn séra Jón Jónsson ("svećenik, séra Jón Jónsson").
- Sir je naslov koji nose neki organi vlasti. Primjerice, okružni suci u Ujedinjenom Kraljevstvu.
- Sirrah je oblik iz 16. stoljeća, a iz kojeg se izricala podređenost naslovljenika.
- Neformalni oblici sirree i siree su oblici koje se koristi samo u govoru radi naglašavanja, uglavnom nakon "da" i "ne".
- Oblik sir ne valja miješati s danas oblikom sire koji je danas isključivo monarški (primjerice, kraljevski), iako oba imaju isti etimološki korijen.
- Sir i raznorazni indijski oblici kao što su sirjee (eng. sir + ~jee, indijski počasni oblik) su uobičajeni u indijskom engleskom, pa čak i u vernakularu. Drugi oblik indijskog nastavka koji se javlja uz oblik sir je onaj gdje se sir javlja nakon imena, primjerice Gandhi Sir.